# وودی چپل (اکلاهما)
وودی چپل (به انگلیسی: Woody Chapel) یک منطقهٔ مسکونی در ایالات متحده آمریکا است که در شهرستان مک‌کلین، اکلاهما واقع شده‌است.